# Triadimefon
Triadimefon je fungicid koji se koristi u poljoprivredi za kontrolu raznih gljivičnih bolesti. On se koristi kao sredstvo za tretiranja semena, na ječmu, kukuruzu, pamuku, ovsu, raži, kineskoj šećernoj trsci, i pšenici. Na voću se krosti na ananasu i bananama. Osim prehrambenih primena on nalazi primenu u tretmanu sadnica borova, jelki, travnjaka i ornamentalnih biljki.